# Fernando de Sousa e Silva
Fernando de Sousa e Silva (né le 5 décembre 1712 à Lisbonne et mort le 11 avril 1786 dans la même ville) est un cardinal portugais du XVIIIe siècle.

## Biographie
Le pape Pie VI le crée cardinal lors du consistoire du 1er juin 1778. Il ne reçut jamais son titre. Sousa est élu patriarche de Lisbonne en 1779.

### Sources
- Fiche du cardinal sur le site fiu.edu